# Piyyut
Een piyyut (meervoud: piyyutim; Hebreeuws: פִּיּוּט, פִּיּוּטִים), in het Nederlands ook wel gespeld als pijoet, is een joods liturgisch gedicht. Het heeft het karakter van een hymne en wordt meestal gezongen of gereciteerd tijdens religieuze diensten. Piyyutim worden al sinds de tijd van de Joodse tempel geschreven, in het Hebreeuws of Aramees. Sommigen zijn acrostichons, wat een poëtisch schema inhoudt waarbij de beginletters bijvoorbeeld in de volgorde van het Hebreeuwse alfabet geschreven staan.
Veel piyyutim zijn bekend bij degenen die regelmatig synagogediensten bijwonen. De meest bekende piyyut is waarschijnlijk Adon Olam (אֲדוֹן עוֹלָם) (dat zich laat vertalen als 'Eeuwige Heer'). Hoewel de dictie (wijze van uitspreken) wijst op de oudheid, is het reciteren van deze piyyut pas sinds de 15e eeuw een vast onderdeel van het dagelijkse leven, en dan met name de ochtend.
Een andere geliefde piyyut is Yigdal (יִגְדָּל) (Hebreeuws voor 'Verheven' of 'Geprezen', zoals in de eerste regel: "Verheven zij de levende God en geprezen" (יִגְדַּל אֱלֹהִים חַי וְיִשְׁתַּבַּח)), die gebaseerd is op de dertien geloofsprincipes die door Maimonides uiteengezet zijn. Deze piyyut wordt zowel gebruikt bij het aanbreken van de dag als het afsluiten van de avond.
De schrijver van een piyyut wordt aangeduid als paytan of payyetan (פייטן), paytanim (פייטנים) in meervoud. Het woord piyyut is afgeleid van het Griekse woord ποιητής (poētḗs), dat poëet (dichter) betekent. Een piyyut moet overigens niet verward worden met een tefilla (תְּפִלָּה), het joods gebed.

## Geschiedenis
De vroegste piyyutim dateren uit de talmoedische (ca. 70-500) en geonische perioden (ca. 600-1040). Aannemelijk is dat ze werden geschreven in de regio van het Land van Israël (Eretz Yisrael), omdat alleen daar de Hebreeuwse taal voldoende was gecultiveerd om met stilistische correctheid te kunnen worden toegepast. De vroegste gebedsmanuscripten, vaak bestaande uit piyyutim, werden gevonden in de genizah van Caïro. Uit de manuscripten valt niet op te maken of deze piyyutim bedoeld waren ter aanvulling of ter vervanging.
Oorspronkelijk duidde het woord piyyut elk type heilige poëzie aan, maar naarmate het gebruik zich ontwikkelde, kreeg het steeds meer het karakter van een hymne. De piyyutim werden meestal gecomponeerd door een rabbijnse dichter. Componisten van piyyutim gebruikten vaak acrostische vormen om op die manier hun eigen (familie)naam in het gedicht te verwerken.
Het gebruik van piyyutim - in de vorm van een hymne - werd altijd beschouwd als een specialiteit van de Joden die in Eretz Yisrael leefden. De Joden die in ballingschap in Babylon leefden ontmoedigden het gebruik ervan. Het is echter niet duidelijk of ze het volledige gebruik van piyyutim afwezen of alleen de wijze waarop Joden in Eretz Yisrael dit deden.
Om bovenstaande redenen is het wel aannemelijk dat later geschreven piyyutim het leven in Eretz Yisrael weergeven en dat de Babylonische invloed nihil is. In de latere middeleeuwen componeerden Spaans-joodse dichters als Juda Halevi, Solomon ibn Gabirol en Abraham ibn Ezra grote hoeveelheden religieuze poëzie. Veel van deze gedichten kunnen worden beschouwd als een tweede generatie piyyutim.

## Bekende piyyutim
Onderstaande lijst is geenszins volledig. Wel laat het zien dat piyyutim tijdens verschillende gelegenheden worden gezongen en gereciteerd.
| Naam            | Hebreeuws   | Poëtisch schema                                             | Gereciteerd tijdens                 |
| --------------- | ----------- | ----------------------------------------------------------- | ----------------------------------- |
| Adir Hu         | אַדִּיר הוּא    | Alfabetische acrostichon                                    | Pesach                              |
| Adon Olam       | אֲדוֹן עוֹלָם   | Hazaj metrum (kort-lang-lang-lang)                          | Dagelijks                           |
| Berah Dodi      | בְּרַח דּוֹדִי    | Iedere stanza begint met het woord 'berach'                 | Pesach                              |
| D'ror Yikra     | דְּרוֹר יִקְרָא   | Acrostichon van de naam van de auteur, Dunash               | Sjabbat                             |
| Ein Keloheinu   | אֵין כֵּאלֹהֵינו | De eerste letters van de eerste drie strofen spellen 'amen' | Sjabbat en verschillende feestdagen |
| Hoshanot        | הוֹשַׁעְנוֹת     | Alfabetische acrostichon                                    | Soekot                              |
| Ma'oz Tzur      | מָעוֹז צוּר    | Acrostichon van de naam van de auteur, Mordechai            | Chanoeka                            |
| Unetanneh Tokef | וּנְתַנֶּה תּקֶף   | Onderdeel van een gebedsdienst                              | Rosj Hasjana en Jom Kipoer          |
| Yedid Nefesh    | יְדִיד נֶפֶש    | Acrostichon van JHWH                                        | Sjabbat                             |
| Yigdal          | יִגְדַּל        | Metrum                                                      | Dagelijks                           |